# Charles Corver
Charles Corver (Leiden, 1936. január 16. – Leidschendam, 2020. november 10.) holland nemzetközi labdarúgó-játékvezető. VVD vezetője 24 éven keresztül a Leidschendam és Voorburg városában. A polgármesteri hivatalnál személyzeti, pénzügyi és kommunikációs vezető volt.

## Pályafutása

### Nemzeti játékvezetés
A játékvezetői vizsgát 1962-ben tette le. A küldési gyakorlat szerint rendszeres partbírói tevékenységet is végzett. 1968-ban lett az I. Liga játékvezetője. A nemzeti játékvezetéstől 1983-ban vonult vissza.

### Nemzetközi játékvezetés
A Holland labdarúgó-szövetség Játékvezető Bizottsága (JB) terjesztette fel nemzetközi játékvezetőnek, a Nemzetközi Labdarúgó-szövetség (FIFA) 1972-től tartotta nyilván bírói keretében. A FIFA JB központi nyelvei közül a angolt és a németet beszéli. 140-nél több válogatott és nemzetközi klubmérkőzést vezetett, vagy működő társának partbíróként segített. A holland nemzetközi játékvezetők rangsorában, a világbajnokság-Európa-bajnokság sorrendjében Mario van der Ende kollégáját követve a 2. helyet foglalja el 18 találkozó szolgálatával. Az aktív nemzetközi játékvezetéstől 1983-ban vonult vissza. Válogatott mérkőzéseinek száma: 22.

#### Labdarúgó-világbajnokság
Három világbajnoki döntőhöz vezető úton Németországba a X., az 1974-es labdarúgó-világbajnokságra, Argentínába a XI., az 1978-as labdarúgó-világbajnokságra és Spanyolországba a XII., az 1982-es labdarúgó-világbajnokságra a FIFA JB játékvezetőként alkalmazta. 1982-ben az NSZK–Franciaország találkozón Harald Schumacher kapus durván ütközött a francia Patrick Battiston csatárral. A játékost súlyos agyrázkódással kórházba kellett szállítani, Schumachert nem figyelmeztette, nem állította ki. A nemzetközi sportsajtó ezt az ítéletet a 100 legrosszabb ítéletek között tartja nyilván. A FIFA JB elvárása szerint, ha nem vezetett, akkor partbíróként tevékenykedett. 1978-ban két csoportmérkőzésen 2. pozícióba osztották. 1982-ben három csoportmérkőzés közül kettőben egyes számú besorolást kapott, játékvezetői sérülés esetén továbbvezethette volna a találkozót. Világbajnokságon vezetett mérkőzéseinek száma: 3 + 5 (partbíró).

##### 1974-es labdarúgó-világbajnokság

###### Selejtező mérkőzés
| Időpont            | Helyszín                      | Mérkőzés típusa           | Mérkőzés     | Eredmény | Nézők száma |
| ------------------ | ----------------------------- | ------------------------- | ------------ | -------- | ----------- |
| 1972. november 15. | Hampden Park Stadion, Glasgow | előselejtező (8. csoport) | Skócia–Dánia | 2 : 0    | 47 109      |

##### 1978-as labdarúgó-világbajnokság

###### Selejtező mérkőzés
| Időpont            | Helyszín                     | Mérkőzés típusa           | Mérkőzés               | Eredmény | Nézők száma |
| ------------------ | ---------------------------- | ------------------------- | ---------------------- | -------- | ----------- |
| 1976. június 16.   | Råsunda Stadion, Stockholm   | előselejtező (6. csoport) | Svédország–Norvégia    | 2 : 0    | 30 631      |
| 1977. november 16. | Princes Park Stadion, Párizs | előselejtező (5. csoport) | Franciaország–Bulgária | 3 : 1    | 44 860      |
| 1977. november 30. | Olimpiai Stadion, La Paz     | CONMEBOL/UEFA zónadöntő   | Bolívia–Magyarország   | 2 : 3    | 55 000      |

###### Világbajnoki mérkőzés
| Időpont         | Helyszín                              | Mérkőzés típusa              | Mérkőzés            | Eredmény | Nézők száma |
| --------------- | ------------------------------------- | ---------------------------- | ------------------- | -------- | ----------- |
| 1978. június 7. | José Amalfitani Stadion, Buenos Aires | csoportmérkőzés (C. csoport) | Ausztria–Svédország | 1 : 0    | 46 000      |

##### 1982-es labdarúgó-világbajnokság

###### Selejtező mérkőzés
| Időpont            | Helyszín                   | Mérkőzés típusa           | Mérkőzés               | Eredmény | Nézők száma |
| ------------------ | -------------------------- | ------------------------- | ---------------------- | -------- | ----------- |
| 1981. április 29.  | Volkspark Stadion, Hamburg | előselejtező (1. csoport) | NSZK–Ausztria          | 2 : 0    | 62 000      |
| 1981. november 18. | Luz Stadion, Lisszabon     | előselejtező (6. csoport) | Portugália–Skócia      | 2 : 1    | 25 000      |
| 1981. december 19. | Központi Stadion, Rijád    | Ázsia/Óceánia zónadöntő   | Szaúd-Arábia–Új-Zéland | 0 : 5    |             |

###### Világbajnoki mérkőzés
| Időpont          | Helyszín                         | Mérkőzés típusa              | Mérkőzés             | Eredmény | Nézők száma |
| ---------------- | -------------------------------- | ---------------------------- | -------------------- | -------- | ----------- |
| 1982. június 20. | San Mamés Stadion, Bilbao        | csoportmérkőzés (D. csoport) | Anglia–Csehszlovákia | 2 : 0    | 41 000      |
| 1982. július 8.  | Sanchez Pizjuan Stadion, Sevilla | elődöntő                     | NSZK–Franciaország   | 3 : 3    | 63 000      |

#### Labdarúgó-Európa-bajnokság
Három európai-labdarúgó torna döntőjéhez vezető úton Jugoszláviába az V., az 1976-os labdarúgó-Európa-bajnokságra, Olaszországba a VI., az 1980-as labdarúgó-Európa-bajnokságra, valamint Franciaországba a VII., az 1984-es labdarúgó-Európa-bajnokságra az UEFA JB játékvezetőként foglalkoztatta.

##### 1976-os labdarúgó-Európa-bajnokság

###### Selejtező mérkőzés
| Időpont            | Helyszín                 | Mérkőzés típusa           | Mérkőzés                 | Eredmény | Nézők száma |
| ------------------ | ------------------------ | ------------------------- | ------------------------ | -------- | ----------- |
| 1975. április 17.  | Bernabéu Stadion, Madrid | előselejtező (4. csoport) | Spanyolország–Románia    | 1 : 1    | 54 660      |
| 1975. november 12. | Antas Stadion, Porto     | előselejtező (1. csoport) | Portugália–Csehszlovákia | 1 : 1    | 40 000      |

##### 1980-as labdarúgó-Európa-bajnokság

###### Selejtező mérkőzés
| Időpont            | Helyszín                     | Mérkőzés típusa           | Mérkőzés                | Eredmény | Nézők száma |
| ------------------ | ---------------------------- | ------------------------- | ----------------------- | -------- | ----------- |
| 1979. október 17.  | Oláh Gábor Stadion, Debrecen | előselejtező (6. csoport) | Magyarország–Finnország | 3 : 1    | 18 000      |
| 1979. november 21. | Luz Stadion, Lisszabon       | előselejtező (2. csoport) | Portugália–Ausztria     | 1 : 2    | 52 815      |

###### Bajnoki mérkőzések
| Időpont          | Helyszín                                 | Mérkőzés típusa              | Mérkőzés              | Eredmény | Nézők száma |
| ---------------- | ---------------------------------------- | ---------------------------- | --------------------- | -------- | ----------- |
| 1980. június 15. | Giuseppe Meazza San Siro Stadion, Milánó | csoportmérkőzés (B. csoport) | Belgium–Spanyolország | 2 : 1    | 11 430      |

##### 1984-es labdarúgó-Európa-bajnokság

###### Selejtező mérkőzés
| Időpont              | Helyszín                                 | Mérkőzés típusa           | Mérkőzés                  | Eredmény | Nézők száma |
| -------------------- | ---------------------------------------- | ------------------------- | ------------------------- | -------- | ----------- |
| 1982. szeptember 22. | Idrætsparken Stadion, Koppenhága         | előselejtező (3. csoport) | Dánia–Anglia              | 2 : 2    | 44 300      |
| 1982. november 13.   | Giuseppe Meazza San Siro Stadion, Milánó | előselejtező (5. csoport) | Olaszország–Csehszlovákia | 2 : 2    | 72 386      |
| 1983. március 30.    | Hampden Park Stadion, Glasgow            | előselejtező (1. csoport) | Skócia–Svájc              | 2 : 2    | 36 923      |

#### Nemzetközi kupamérkőzések
A FIFA és az UEFA JB felkészültségének elismeréseként, nemzetközi pályafutása alatt több alkalommal megbízta valamelyik labdarúgó torna döntőjének koordinálásával. Vezetett kupadöntők száma: 4.

##### Interkontinentális kupa
| Időpont           | Helyszín                              | Mérkőzés típusa      | Mérkőzés                         | Eredmény | Nézők száma |
| ----------------- | ------------------------------------- | -------------------- | -------------------------------- | -------- | ----------- |
| 1975. március 12. | Almirante Cordero Stadion, Avellaneda | első döntő találkozó | Independiente–Atlético de Madrid | 1 : 0    | 60 000      |

##### UEFA-kupa
| Időpont              | Helyszín                        | Mérkőzés típusa             | Mérkőzés                                  | Eredmény | Nézők száma |
| -------------------- | ------------------------------- | --------------------------- | ----------------------------------------- | -------- | ----------- |
| 1972. szeptember 27. | Kohász Stadion, Salgótarján     | előselejtező (első forduló) | Salgótarjáni BTC–AÉK                      | 1 – 1    | 6000        |
| 1976 szeptember 15.  | Giuseppe Meazza Stadion, Milánó | előselejtező (első forduló) | FC Internazionale Milano–Budapesti Honvéd | 0 – 1    |             |
| 1977. május 4.       | Comunale Stadion, Torino        | döntő első találkozó        | Juventus FC–Athletic Club                 | 1 : 0    | 75 000      |
| 1983. május 18.      | Luz Stadion, Lisszabon          | döntő második találkozó     | SL Benfica–Anderlecht                     | 1 : 1    | 80 000      |

##### Bajnokcsapatok Európa-kupája
A 24. játékvezető – a 3. holland – aki BEK döntőt vezetett.
| Időpont         | Helyszín                | Mérkőzés típusa | Mérkőzés              | Eredmény | Nézők száma |
| --------------- | ----------------------- | --------------- | --------------------- | -------- | ----------- |
| 1978. május 10. | Wembley Stadion, London | döntő           | Liverpool–Club Brugge | 1 : 0    | 92 000      |

## Sportvezetőként
A város ügyéért folytatott szolgálatáért a legmagasabb helyi díjat kapta, a Golden Swan kitüntetést. Hosszú ideig volt a FIFA és az UEFA nemzetközi- és a nemzeti játékvezetők ellenőre, az UEFA fegyelmi bizottságának tagja.

## Sikerei, díjai
1983-ban megkapta a Golden Pinnel dísztárgyat. A Holland királynő kétszer tüntette ki, előbb az Orange Nassau Orderjének lovagja címmel, majd Paid Soccer Federal Assemblyje tevékenységének idején, 2006. május 29-én nemzetközi lovag lett.